# Patch Grove
Patch Grove è un villaggio degli Stati Uniti d'America, situato in Wisconsin, nella contea di Grant.